# Akola
Akola es una ciudad en el estado de Maharashtra, situado en el centro de la India . Se encuentra a unos 600 km al este de Mumbai (ex "Bombay" ) y 250 km al oeste de Nagpur. Akola es la sede del distrito homónimo, ubicado en la División de Amravati.
Akola, es llamada además, la ciudad del algodón, es la mayor productora de algodón del distrito. La ciudad es famosa por sus legumbres, el aceite y las fábricas textiles.
Akola es conocida por sus instalaciones médicas, es un importante centro de avanzados tratamientos médicos, existen varios hospitales que se especializan en técnicas avanzadas de la medicina. los hospitales principales en Akola incluyen el "Hospital Civil", "Hospital Chaudhary", "Akola Unidad de Cuidados Críticos" y el "Hospital de ozono".